# كارل جي. دومينو
كارل جي. دومينو هو سياسي أمريكي، ولد في 15 أبريل 1944. نشط حزبياً في الحزب الجمهوري. وقد انتخب عضو مجلس نواب فلوريدا ‏.

## وصلات خارجية
- الموقع الرسمي